# Lintisite
La lintisite è un minerale.